# Brad Little
Bradley Jay Little (Emmett, 15 de febrero de 1954) es un político estadounidense que se desempeña como 33er Gobernador de Idaho desde enero de 2019. Miembro del Partido Republicano, anteriormente se desempeñó como el 42º Teniente Gobernador de Idaho de 2009 a 2019. Little sirvió en el Senado de Idaho de 2001 a 2009, donde presidió el caucus mayoritario y representó los distritos legislativos 8 y 11 (cambio debido a la redistribución de distritos en 2002). Ganó las elecciones para gobernador de 2018 contra la nominada demócrata Paulette Jordan, la séptima victoria consecutiva del Partido Republicano para gobernar el estado Idaho.
- Datos: Q4954097
- Multimedia: Brad Little / Q4954097